# No Doubt/Auszeichnungen für Musikverkäufe

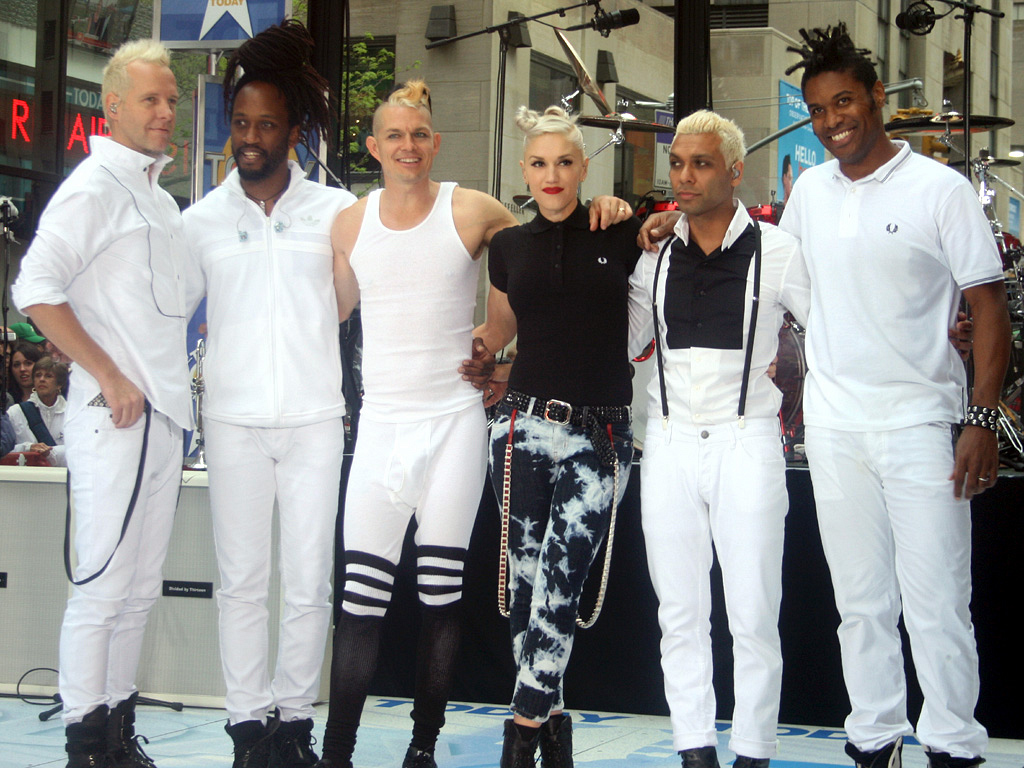
No Doubt (2009)

Dies ist eine Übersicht über die Auszeichnungen für Musikverkäufe der US-amerikanischen Rockband No Doubt. Die Auszeichnungen finden sich nach ihrer Art (Gold, Platin usw.), nach Staaten getrennt in alphabetischer Reihenfolge, geordnet sowie nach den Tonträgern selbst in chronologischer Reihenfolge, getrennt nach Medium (Alben, Singles usw.), wieder.

## Auszeichnungen
| - Vereinigtes Königreich - 2022: für die Single It’s My Life - Argentinien - 1999: für das Album Tragic Kingdom - 2003: für das Album The Singles 1992–2003 - Australien - 1997: für die Single Sunday Morning - 2000: für die Single Ex-Girlfriend - 2002: für das Album Rock Steady - 2002: für die Single Hey Baby - 2002: für die Single Hella Good - Brasilien - 1997: für das Album Tragic Kingdom - Dänemark - 2023: für die Single Don’t Speak - Deutschland - 1997: für das Album Tragic Kingdom - 2023: für das Album The Singles 1992–2003 - Frankreich - 1997: für die Single Don’t Speak - Israel - 1997: für das Album Tragic Kingdom - Italien - 2018: für die Single Don’t Speak - Japan - 1997: für das Album Tragic Kingdom - Kanada - 1999: für das Album No Doubt - 2000: für das Videoalbum Live in the Tragic Kingdom - Mexiko - 2005: für das Album The Singles 1992–2003 - Niederlande - 1996: für die Single Don’t Speak - Norwegen - 1997: für die Single Just a Girl - 2002: für die Single Hey Baby - Österreich - 1997: für die Single Don’t Speak - 1997: für das Album Tragic Kingdom - Schweiz - 2004: für das Album The Singles 1992–2003 - Schweden - 1997: für die Single Don’t Speak - Südafrika - 2002: für das Album Rock Steady - Vereinigte Staaten - 2004: für das Videoalbum Rock Steady – Live - 2004: für das Videoalbum The Videos: 1992–2003 - 2021: für die Single Hey Baby - 2023: für die Single Sunday Morning - Vereinigtes Königreich - 2013: für das Album Rock Steady - 2024: für die Single Just a Girl | - Frankreich - 1997: für das Album Tragic Kingdom - Australien - 1996: für die Single Just a Girl - 2004: für das Album The Singles 1992–2003 - 2004: für die Single It’s My Life - Belgien - 1997: für die Single Don’t Speak - 1997: für das Album Tragic Kingdom - Brasilien - 2024: für das Album The Set List - Deutschland - 1997: für die Single Don’t Speak - Europa - 2004: für das Album The Singles 1992–2003 - Finnland - 1997: für das Album Tragic Kingdom - Italien - 1997: für das Album Tragic Kingdom - Kanada - 2000: für das Album Return of Saturn - 2002: für das Album Rock Steady - Neuseeland - 1996: für die Single Just a Girl - 2004: für das Album The Singles 1992–2003 - Niederlande - 1997: für das Album Tragic Kingdom - Norwegen - 1997: für das Album Tragic Kingdom - 2003: für das Album The Singles 1992–2003 - 2004: für die Single It’s My Life - Schweiz - 1997: für die Single Don’t Speak - 1997: für das Album Tragic Kingdom - Spanien - 2024: für die Single Don’t Speak - Vereinigte Staaten - 2000: für das Album Return of Saturn - 2021: für die Single Spiderwebs - 2021: für die Single It’s My Life - 2023: für die Single Hella Good - 2023: für die Single Underneath It All - Vereinigtes Königreich - 1997: für das Album Tragic Kingdom | - Australien - 1997: für die Single Don’t Speak - Europa - 1997: für das Album Tragic Kingdom - Kanada - 2005: für das Album The Singles 1992–2003 - Neuseeland - 2024: für die Single Don’t Speak - Norwegen - 1997: für die Single Don’t Speak - Schweden - 1997: für das Album Tragic Kingdom - Spanien - 1997: für das Album Tragic Kingdom - Vereinigte Staaten - 2002: für das Album Rock Steady - 2004: für das Album The Singles 1992–2003 - 2023: für die Single Just a Girl - Vereinigtes Königreich - 2013: für das Album The Singles 1992–2003 - Vereinigte Staaten - 2023: für die Single Don’t Speak - Vereinigtes Königreich - 2025: für die Single Don’t Speak - Australien - 1998: für das Album Tragic Kingdom - Neuseeland - 1997: für das Album Tragic Kingdom - Kanada - 1997: für das Album Tragic Kingdom - Vereinigte Staaten - 1999: für das Album Tragic Kingdom |

## Auszeichnungen nach Alben

### No Doubt
| Land/Region               | Auszeichnungen für Musikverkäufe (Land/Region, Auszeichnung, Verkäufe) | Verkäufe |
| ------------------------- | ---------------------------------------------------------------------- | -------- |
| Kanada (MC)               | Gold                                                                   | 50.000   |
| Vereinigte Staaten (RIAA) | —                                                                      | 322.000  |
| Insgesamt                 | 1× Gold ·                                                              | 372.000  |

### The Beacon Street Collection
| Land/Region               | Auszeichnungen für Musikverkäufe (Land/Region, Auszeichnung, Verkäufe) | Verkäufe |
| ------------------------- | ---------------------------------------------------------------------- | -------- |
| Vereinigte Staaten (RIAA) | —                                                                      | 138.000  |
| Insgesamt                 | —                                                                      | 138.000  |

### Tragic Kingdom
| Land/Region                  | Auszeichnungen für Musikverkäufe (Land/Region, Auszeichnung, Verkäufe) | Verkäufe   |
| ---------------------------- | ---------------------------------------------------------------------- | ---------- |
| Argentinien (CAPIF)          | Gold                                                                   | 30.000     |
| Australien (ARIA)            | 4× Platin                                                              | 280.000    |
| Belgien (BRMA)               | Platin                                                                 | (50.000)   |
| Brasilien (PMB)              | Gold                                                                   | 100.000    |
| Deutschland (BVMI)           | Gold                                                                   | (250.000)  |
| Europa (IFPI)                | 2× Platin                                                              | 2.000.000  |
| Finnland (IFPI)              | Platin                                                                 | (55.785)   |
| Frankreich (SNEP)            | 2× Gold                                                                | 200.000    |
| Israel (IFPI)                | Gold                                                                   | (20.000)   |
| Italien (FIMI)               | Platin                                                                 | (100.000)  |
| Japan (RIAJ)                 | Gold                                                                   | 100.000    |
| Kanada (MC)                  | Diamant                                                                | 1.000.000  |
| Neuseeland (RMNZ)            | 6× Platin                                                              | 90.000     |
| Niederlande (NVPI)           | Platin                                                                 | (100.000)  |
| Norwegen (IFPI)              | Platin                                                                 | (50.000)   |
| Österreich (IFPI)            | Gold                                                                   | (25.000)   |
| Schweden (IFPI)              | 2× Platin                                                              | (160.000)  |
| Schweiz (IFPI)               | Platin                                                                 | (50.000)   |
| Spanien (Promusicae)         | 2× Platin                                                              | (200.000)  |
| Vereinigte Staaten (RIAA)    | Diamant                                                                | 10.000.000 |
| Vereinigtes Königreich (BPI) | Platin                                                                 | (300.000)  |
| Insgesamt                    | 8× Gold · 23× Platin · 2× Diamant ·                                    | 13.600.000 |

### Return of Saturn
| Land/Region               | Auszeichnungen für Musikverkäufe (Land/Region, Auszeichnung, Verkäufe) | Verkäufe  |
| ------------------------- | ---------------------------------------------------------------------- | --------- |
| Kanada (MC)               | Platin                                                                 | 100.000   |
| Vereinigte Staaten (RIAA) | Platin                                                                 | 1.587.000 |
| Insgesamt                 | 2× Platin ·                                                            | 1.687.000 |

### Rock Steady
| Land/Region                  | Auszeichnungen für Musikverkäufe (Land/Region, Auszeichnung, Verkäufe) | Verkäufe  |
| ---------------------------- | ---------------------------------------------------------------------- | --------- |
| Australien (ARIA)            | Gold                                                                   | 35.000    |
| Kanada (MC)                  | Platin                                                                 | 100.000   |
| Südafrika (RISA)             | Gold                                                                   | 25.000    |
| Vereinigte Staaten (RIAA)    | 2× Platin                                                              | 2.842.000 |
| Vereinigtes Königreich (BPI) | Gold                                                                   | 100.000   |
| Insgesamt                    | 3× Gold · 3× Platin ·                                                  | 3.102.000 |

### The Singles 1992–2003
| Land/Region                  | Auszeichnungen für Musikverkäufe (Land/Region, Auszeichnung, Verkäufe) | Verkäufe  |
| ---------------------------- | ---------------------------------------------------------------------- | --------- |
| Argentinien (CAPIF)          | Gold                                                                   | 20.000    |
| Australien (ARIA)            | Platin                                                                 | 70.000    |
| Deutschland (BVMI)           | Gold                                                                   | (100.000) |
| Europa (IFPI)                | Platin                                                                 | 1.000.000 |
| Kanada (MC)                  | 2× Platin                                                              | 200.000   |
| Mexiko (AMPROFON)            | Gold                                                                   | 50.000    |
| Neuseeland (RMNZ)            | Platin                                                                 | 15.000    |
| Norwegen (IFPI)              | Platin                                                                 | (40.000)  |
| Schweiz (IFPI)               | Gold                                                                   | (20.000)  |
| Vereinigte Staaten (RIAA)    | 2× Platin                                                              | 2.474.000 |
| Vereinigtes Königreich (BPI) | 2× Platin                                                              | (600.000) |
| Insgesamt                    | 4× Gold · 10× Platin ·                                                 | 3.829.000 |

### Push and Shove
| Land/Region               | Auszeichnungen für Musikverkäufe (Land/Region, Auszeichnung, Verkäufe) | Verkäufe |
| ------------------------- | ---------------------------------------------------------------------- | -------- |
| Vereinigte Staaten (RIAA) | —                                                                      | 115.000  |
| Insgesamt                 | —                                                                      | 115.000  |

### The Set List
| Land/Region     | Auszeichnungen für Musikverkäufe (Land/Region, Auszeichnung, Verkäufe) | Verkäufe |
| --------------- | ---------------------------------------------------------------------- | -------- |
| Brasilien (PMB) | Platin                                                                 | 40.000   |
| Insgesamt       | 1× Platin ·                                                            | 40.000   |

## Auszeichnungen nach Singles

### Spiderwebs
| Land/Region               | Auszeichnungen für Musikverkäufe (Land/Region, Auszeichnung, Verkäufe) | Verkäufe  |
| ------------------------- | ---------------------------------------------------------------------- | --------- |
| Vereinigte Staaten (RIAA) | Platin                                                                 | 1.000.000 |
| Insgesamt                 | 1× Platin ·                                                            | 1.000.000 |

### Just a Girl
| Land/Region                  | Auszeichnungen für Musikverkäufe (Land/Region, Auszeichnung, Verkäufe) | Verkäufe  |
| ---------------------------- | ---------------------------------------------------------------------- | --------- |
| Australien (ARIA)            | Platin                                                                 | 70.000    |
| Neuseeland (RMNZ)            | Platin                                                                 | 10.000    |
| Norwegen (IFPI)              | Gold                                                                   | 10.000    |
| Vereinigte Staaten (RIAA)    | 2× Platin                                                              | 2.000.000 |
| Vereinigtes Königreich (BPI) | Gold                                                                   | 400.000   |
| Insgesamt                    | 2× Gold · 4× Platin ·                                                  | 2.490.000 |

### Don’t Speak
| Land/Region                  | Auszeichnungen für Musikverkäufe (Land/Region, Auszeichnung, Verkäufe) | Verkäufe  |
| ---------------------------- | ---------------------------------------------------------------------- | --------- |
| Australien (ARIA)            | 2× Platin                                                              | 140.000   |
| Belgien (BRMA)               | Platin                                                                 | 50.000    |
| Dänemark (IFPI)              | Gold                                                                   | 45.000    |
| Deutschland (BVMI)           | Platin                                                                 | 500.000   |
| Frankreich (SNEP)            | Gold                                                                   | 250.000   |
| Italien (FIMI)               | Gold                                                                   | 25.000    |
| Niederlande (NVPI)           | Gold                                                                   | 50.000    |
| Neuseeland (RMNZ)            | 2× Platin                                                              | 60.000    |
| Norwegen (IFPI)              | 2× Platin                                                              | 40.000    |
| Österreich (IFPI)            | Gold                                                                   | 25.000    |
| Schweden (IFPI)              | Gold                                                                   | 15.000    |
| Schweiz (IFPI)               | Platin                                                                 | 50.000    |
| Spanien (Promusicae)         | Platin                                                                 | 60.000    |
| Vereinigte Staaten (RIAA)    | 3× Platin                                                              | 3.000.000 |
| Vereinigtes Königreich (BPI) | 3× Platin                                                              | 1.800.000 |
| Insgesamt                    | 6× Gold · 16× Platin ·                                                 | 6.110.000 |

### Sunday Morning
| Land/Region               | Auszeichnungen für Musikverkäufe (Land/Region, Auszeichnung, Verkäufe) | Verkäufe |
| ------------------------- | ---------------------------------------------------------------------- | -------- |
| Australien (ARIA)         | Gold                                                                   | 35.000   |
| Vereinigte Staaten (RIAA) | Gold                                                                   | 500.000  |
| Insgesamt                 | 2× Gold ·                                                              | 535.000  |

### Ex-Girlfriend
| Land/Region       | Auszeichnungen für Musikverkäufe (Land/Region, Auszeichnung, Verkäufe) | Verkäufe |
| ----------------- | ---------------------------------------------------------------------- | -------- |
| Australien (ARIA) | Gold                                                                   | 35.000   |
| Insgesamt         | 1× Gold ·                                                              | 35.000   |

### Hey Baby
| Land/Region               | Auszeichnungen für Musikverkäufe (Land/Region, Auszeichnung, Verkäufe) | Verkäufe |
| ------------------------- | ---------------------------------------------------------------------- | -------- |
| Australien (ARIA)         | Gold                                                                   | 35.000   |
| Norwegen (IFPI)           | Gold                                                                   | 10.000   |
| Vereinigte Staaten (RIAA) | Gold                                                                   | 500.000  |
| Insgesamt                 | 3× Gold ·                                                              | 545.000  |

### Hella Good
| Land/Region               | Auszeichnungen für Musikverkäufe (Land/Region, Auszeichnung, Verkäufe) | Verkäufe  |
| ------------------------- | ---------------------------------------------------------------------- | --------- |
| Australien (ARIA)         | Gold                                                                   | 35.000    |
| Vereinigte Staaten (RIAA) | Platin                                                                 | 1.000.000 |
| Insgesamt                 | 1× Gold · 1× Platin ·                                                  | 1.035.000 |

### Underneath It All
| Land/Region               | Auszeichnungen für Musikverkäufe (Land/Region, Auszeichnung, Verkäufe) | Verkäufe  |
| ------------------------- | ---------------------------------------------------------------------- | --------- |
| Vereinigte Staaten (RIAA) | Platin                                                                 | 1.000.000 |
| Insgesamt                 | 1× Platin ·                                                            | 1.000.000 |

### It’s My Life
| Land/Region                  | Auszeichnungen für Musikverkäufe (Land/Region, Auszeichnung, Verkäufe) | Verkäufe  |
| ---------------------------- | ---------------------------------------------------------------------- | --------- |
| Australien (ARIA)            | Platin                                                                 | 70.000    |
| Norwegen (IFPI)              | Platin                                                                 | 10.000    |
| Vereinigte Staaten (RIAA)    | Platin                                                                 | 1.000.000 |
| Vereinigtes Königreich (BPI) | Silber                                                                 | 230.000   |
| Insgesamt                    | 1× Silber · 3× Platin ·                                                | 1.310.000 |

## Auszeichnungen nach Videoalben

### Live in the Tragic Kingdom
| Land/Region | Auszeichnungen für Musikverkäufe (Land/Region, Auszeichnung, Verkäufe) | Verkäufe |
| ----------- | ---------------------------------------------------------------------- | -------- |
| Kanada (MC) | Gold                                                                   | 5.000    |
| Insgesamt   | 1× Gold ·                                                              | 5.000    |

### Rock Steady – Live
| Land/Region               | Auszeichnungen für Musikverkäufe (Land/Region, Auszeichnung, Verkäufe) | Verkäufe |
| ------------------------- | ---------------------------------------------------------------------- | -------- |
| Vereinigte Staaten (RIAA) | Gold                                                                   | 50.000   |
| Insgesamt                 | 1× Gold ·                                                              | 50.000   |

### The Videos: 1992–2003
| Land/Region               | Auszeichnungen für Musikverkäufe (Land/Region, Auszeichnung, Verkäufe) | Verkäufe |
| ------------------------- | ---------------------------------------------------------------------- | -------- |
| Vereinigte Staaten (RIAA) | Gold                                                                   | 50.000   |
| Insgesamt                 | 1× Gold ·                                                              | 50.000   |

## Statistik und Quellen
| Land/RegionAuszeichnungen für Musikverkäufe (Land/Region, Auszeichnungen, Verkäufe, Quellen) | Silber  | Gold       | Platin       | Diamant     | Verkäufe    | Quellen                                                        |
| -------------------------------------------------------------------------------------------- | ------- | ---------- | ------------ | ----------- | ----------- | -------------------------------------------------------------- |
| Argentinien (CAPIF)                                                                          | —       | 2× Gold2   | —            | —           | 50.000      | capif.org.ar (Memento vom 20. August 2011 im Internet Archive) |
| Australien (ARIA)                                                                            | —       | 5× Gold5   | 9× Platin9   | —           | 805.000     | aria.com.au                                                    |
| Belgien (BRMA)                                                                               | —       | —          | 2× Platin2   | —           | 100.000     | ultratop.be                                                    |
| Brasilien (PMB)                                                                              | —       | Gold1      | Platin1      | —           | 140.000     | pro-musicabr.org.br                                            |
| Dänemark (IFPI)                                                                              | —       | Gold1      | —            | —           | 45.000      | ifpi.dk                                                        |
| Deutschland (BVMI)                                                                           | —       | 2× Gold2   | Platin1      | —           | 850.000     | musikindustrie.de                                              |
| Europa (IFPI)                                                                                | —       | —          | 3× Platin3   | —           | (3.000.000) | ifpi.org (Memento vom 15. Oktober 2013 im Internet Archive)    |
| Finnland (IFPI)                                                                              | —       | —          | Platin1      | —           | 55.785      | ifpi.fi                                                        |
| Frankreich (SNEP)                                                                            | —       | 3× Gold3   | —            | —           | 450.000     | snepmusique.com                                                |
| Israel (IFPI)                                                                                | —       | Gold1      | —            | —           | 20.000      | Einzelnachweise                                                |
| Italien (FIMI)                                                                               | —       | Gold1      | Platin1      | —           | 125.000     | fimi.it                                                        |
| Japan (RIAJ)                                                                                 | —       | Gold1      | —            | —           | 100.000     | riaj.or.jp                                                     |
| Kanada (MC)                                                                                  | —       | 2× Gold2   | 4× Platin4   | Diamant1    | 1.455.000   | musiccanada.com                                                |
| Mexiko (AMPROFON)                                                                            | —       | Gold1      | —            | —           | 50.000      | amprofon.com.mx                                                |
| Neuseeland (RMNZ)                                                                            | —       | —          | 10× Platin10 | —           | 175.000     | aotearoamusiccharts.co.nz NZ2                                  |
| Niederlande (NVPI)                                                                           | —       | Gold1      | Platin1      | —           | 150.000     | nvpi.nl                                                        |
| Norwegen (IFPI)                                                                              | —       | 2× Gold2   | 5× Platin5   | —           | 160.000     | ifpi.no (Memento vom 5. November 2012 im Internet Archive)     |
| Österreich (IFPI)                                                                            | —       | 2× Gold2   | —            | —           | 50.000      | ifpi.at                                                        |
| Schweden (IFPI)                                                                              | —       | Gold1      | 2× Platin2   | —           | 175.000     | sverigetopplistan.se                                           |
| Schweiz (IFPI)                                                                               | —       | Gold1      | 2× Platin2   | —           | 125.000     | hitparade.ch                                                   |
| Spanien (Promusicae)                                                                         | —       | —          | 3× Platin3   | —           | 260.000     | elportaldemusica.es                                            |
| Südafrika (RISA)                                                                             | —       | Gold1      | —            | —           | 25.000      | mi2n.com                                                       |
| Vereinigte Staaten (RIAA)                                                                    | —       | 4× Gold4   | 14× Platin14 | Diamant1    | 27.578.000  | riaa.com                                                       |
| Vereinigtes Königreich (BPI)                                                                 | Silber1 | 2× Gold2   | 6× Platin6   | —           | 3.430.000   | bpi.co.uk                                                      |
| Insgesamt                                                                                    | Silber1 | 34× Gold34 | 65× Platin65 | 2× Diamant2 |             |                                                                |